# Estación Central de Róterdam
La Estación Central de Róterdam (en neerlandés: Rotterdam Centraal) es la principal estación de ferrocarril de Róterdam (Países Bajos). Con un promedio de 110 000 pasajeros diarios según datos de 2007, es una de las estaciones más activas del país. El edificio original fue inaugurado en 1847, pero el actual, situado en la plaza de la Estación, fue totalmente reconstruido e inaugurado en marzo de 2014.